# ノイズ (ゲーム会社)
株式会社ノイズ (英: NOISE INC.) は、東京都品川区にあるコンピュータゲームの開発会社。代表作はカスタムロボシリーズ。

## 作品
- カスタムロボシリーズ（発売：任天堂）
  - カスタムロボ（1999年、NINTENDO 64）
  - カスタムロボV2（2000年、NINTENDO64）
  - カスタムロボGX（2002年、ゲームボーイアドバンス）
  - カスタムロボ バトルレボリューション（2004年、ニンテンドー ゲームキューブ）
  - 激闘!カスタムロボ（2006年、ニンテンドーDS）
- ころがしパズル塊魂（2009年、ニンテンドーDSiウェア、発売：バンダイナムコゲームス）
- Go! Go! Cosmo Cops!（2009年、ニンテンドーDS、発売：NAMCO BANDAI Games） 
  - 日本でも『出撃!アクロナイツ』のタイトルで2010年に発売を予定していたが、中止となった。
- 超速変形ジャイロゼッター アルバロスの翼（2013年、ニンテンドー3DS、発売：スクウェア・エニックス） ※「メヴィウス研究所」名義
- くまモン★ボンバー パズルdeくまモン体操（2014年、ニンテンドー3DS、発売：ロケットカンパニー）
- 星のドラゴンクエスト（2015年、スマートフォン、運営：スクウェア・エニックス）※主にプログラミング部分の開発を担当

## 見城こうじ
見城こうじ（けんじょう こうじ）は創業者である鈴木宏治のペンネーム。『マイコンBASICマガジン』でのライター活動を経て、1990年にナムコ（後のバンダイナムコゲームス）へ入社、ディレクターとしてアーケードゲームの開発を行う。1996年、株式会社ノイズを設立し代表取締役に就任。2014年10月、同社を退職。

### ナムコ時代の作品
- コズモギャング・ザ・ビデオ
- コズモギャング・ザ・パズル
- エメラルディア
- ティンクルピット
- ゼビウスアレンジメント（ナムコクラシックコレクション Vol.1）
- ダンシングアイ